# Linus Lundqvist
Linus Lundqvist (Tyresö, Suecia; 26 de marzo de 1999) es un piloto de automovilismo sueco. Fue campeón de la BRDC Fórmula 3 en 2018 y de la Fórmula Regional de las Américas en 2020, entre otros resultados. Al año siguiente disputó la Indy Lights, donde resultó tercero y campeón en 2021 y 2022 respectivamente. Hizo su debut en IndyCar Series reemplazando a Simon Pagenaud en el Gran Premio de la Ciudad de la Música en 2023. En 2024 compitió a tiempo completo con Chip Ganassi Racing, siendo galardonado como Novato del Año.

## Carrera

### Karting
Nacido en Tyresö, Lundqvist comenzó a competir en karting a la edad de seis años durante unas vacaciones en Finlandia y desde allí disputó numerosos campeonatos en su Suecia natal y en toda Europa, ganando distintos títulos.

### Fórmulas inferiores
En 2015, Lundqvist hizo su debut en monoplazas en el Campeonato Nórdico de Fórmula Renault 1.6 con el equipo TIDÖ, donde obtuvo el cuarto lugar en el campeonato, y fue segundo en la clasificación JSM y tercero en el campeonato NEZ. Al año siguiente, regresó al campeonato nórdico de Fórmula STCC renombrado con LL Motorsport Junior Team, donde dominó los procedimientos para reclamar diez victorias y terminar como campeón de pilotos.
En 2017, Linus pasó al Campeonato de F4 Británica con Double R Racing. En el campeonato, logró cinco victorias, pero una serie de actuaciones inconsistentes significaron que solo pudo lograr el quinto lugar en la clasificación de pilotos.

### BRDC Fórmula 3
En julio de 2017, Lundqvist hizo su debut en la BRDC Fórmula 3, nuevamente con Double R. Allí logró tres puntos finales, siendo el más alto un séptimo en la tercera carrera.
En febrero de 2018, Double R anunció que el sueco disputaría el campeonato a tiempo completo. Allí obtuvo siete victorias y tres poles para reclamar el título en Silverstone después de una batalla por el campeonato con Nicolai Kjærgaard.

### GP3 Series
En noviembre de 2018, Campos Racing confirmó que correría con Lundqvist en las pruebas de postemporada en el circuito Yas Marina.

### Eurofórmula Open
Después de participar en la serie de invierno y las pruebas de pretemporada con Campos Racing, Lundqvist se asoció una vez más con Double R para participar en la Eurofórmula Open en 2019.

### Fórmula Regional de las Américas
En abril de 2020, Global Racing Group anunció que Lundqvist competiría con ellos en el Campeonato de Fórmula Regional de las Américas 2020. En una exhibición dominante, Lundqvist reclamó dieciséis de las dieciocho carreras ganadas y se llevó el título del campeonato en la penúltima ronda en Homestead.

### Indy Lights
Como parte de ganar el título de Fórmula Regional de las Américas, Linus Lundqvist recibió una beca respaldada por Honda para disputar la Indy Lights. En enero de 2021, Lundqvist anunció que se uniría a la grilla con GRG with HMD Motorsports. Obtuvo tres victorias y 11 podios en 20 carreras, terminando tercero en los puntos.
El sueco fichó por HMD with Dale Coyne Racing para la temporada 2022. Logró cinco victorias y nueve podios en 14 carreras para reclamar el título con un margen de 92 puntos.

### IMSA SportsCar Championship
En noviembre de 2018, Lundqvist ganó el Sunoco Whelen Challenge y recibió una participación en las 24 Horas de Daytona de 2019 con Precision Performance Motorsports. El 5 de enero de 2022, Alegra Motorsports anunció que Lundqvist competiría junto a Maximilian Götz, Daniel Morad y Michael de Quesada en el Mercedes número 28 en las edición de 2022.

### IndyCar Series
En abril de 2023, Linus participó en pruebas de IndyCar Series en el óvalo de Texas Motor Speedway con el equipo Rahal Letterman Lanigan Racing. Tres meses más tarde fue anunciada su participación en la temporada 2023 con el equipo Meyer Shank Racing a partir del Gran Premio de la Ciudad de la Música en el circuito callejero de Nashville.

## Resumen de carrera
| Temporada | Categoría                                      | Equipo                                 | Carreras | Victorias | Poles | VR | Podios | Puntos | Pos. |
| --------- | ---------------------------------------------- | -------------------------------------- | -------- | --------- | ----- | -- | ------ | ------ | ---- |
| 2015      | Campeonato Nórdico de Fórmula Renault 1.6      | Team TIDÖ                              | 15       | 0         | 0     | 4  | 5      | 150    | 4.º  |
| 2015      | Campeonato de Fórmula Renault 1.6 NEZ          | Team TIDÖ                              | 4        | 0         | 0     | 1  | 4      | 66     | 3.º  |
| 2016      | Campeonato Nórdico de Fórmula STCC             | LL Motorsport Junior Team              | 14       | 10        | 8     | 10 | 13     | 319    | 1.º  |
| 2016      | Campeonato NEZ de Fórmula STCC                 | LL Motorsport Junior Team              | 4        | 3         | 2     | 2  | 4      | 90     | 1.º  |
| 2017      | Campeonato de F4 Británica                     | Double R Racing                        | 30       | 5         | 5     | 9  | 13     | 306.5  | 5.º  |
| 2017      | BRDC Fórmula 3                                 | Double R Racing                        | 3        | 0         | 0     | 0  | 0      | 32     | 21.º |
| 2018      | BRDC Fórmula 3                                 | Double R Racing                        | 23       | 7         | 3     | 4  | 13     | 531    | 1.º  |
| 2018      | Copa Porsche Carrera Escandinavia              | Mtech Competition                      | 2        | 0         | 0     | 0  | 0      | 0      | NC†  |
| 2018-19   | MRF Challenge                                  | MRF Racing                             | 5        | 0         | 0     | 0  | 1      | 25     | 11.º |
| 2019      | Eurofórmula Open                               | Double R Racing                        | 18       | 0         | 1     | 1  | 2      | 144    | 5.º  |
| 2019      | Eurofórmula Open - Serie de Invierno           | Campos Racing                          | 2        | 1         | 0     | 0  | 1      | 37     | 1.º  |
| 2019      | WeatherTech SportsCar Championship - GTD       | Precision Performance Motorsports      | 1        | 0         | 0     | 0  | 0      | 13     | 65.º |
| 2019      | Copa Porsche Carrera Escandinavia              | Mtech Competition                      | 2        | 0         | 0     | 1  | 0      | 0      | NC†  |
| 2020      | Campeonato de Fórmula Regional de las Américas | Global Racing Group                    | 17       | 15        | 6     | 14 | 16     | 401    | 1.º  |
| 2021      | Indy Lights                                    | GRG with HMD Motorsports               | 20       | 3         | 3     | 2  | 11     | 449    | 3.º  |
| 2022      | Indy Lights                                    | HMD Motorsports with Dale Coyne Racing | 14       | 5         | 7     | 3  | 9      | 575    | 1.º  |
| 2022      | IMSA SportsCar Championship - GTD              | Alegra Motorsports                     | 1        | 0         | 0     | 0  | 0      | 135    | 69.º |
| 2023      | Copa Porsche Carrera Escandinavia              | Porsche Experience Racing              | 4        | 0         | 0     | 0  | 2      | 58     | 13.º |
| 2023      | IndyCar Series                                 | Meyer Shank Racing                     | 3        | 0         | 0     | 2  | 0      | 31     | 35.º |
| 2024      | IndyCar Series                                 | Chip Ganassi Racing                    | 18       | 0         | 1     | 0  | 2      | 279    | 16.º |
| Fuente:   |                                                |                                        |          |           |       |    |        |        |      |

- † Era piloto invitado, por lo que no sumó puntos.

## Resultados

### Indy Lights
(Clave) (negrita indica pole position) (cursiva indica vuelta rápida)

| Año     | Escudería                              | 1     | 2       | 3        | 4         | 5        | 6         | 7       | 8     | 9       | 10      | 11      | 12      | 13      | 14      | 15      | 16      | 17      | 18      | 19      | 20      | Pos. | Puntos |
| ------- | -------------------------------------- | ----- | ------- | -------- | --------- | -------- | --------- | ------- | ----- | ------- | ------- | ------- | ------- | ------- | ------- | ------- | ------- | ------- | ------- | ------- | ------- | ---- | ------ |
| 2021    | Global Racing Group w/ HMD Motorsports | ALA 1 | ALA 2   | STP 1 9  | STP 2 3   | IMS 1    | IMS 2 5   | DET 1 2 | DET 2 | RDA 1 4 | RDA 2 5 | MDO 1 4 | MDO 2 4 | GTW 1 9 | GTW 2 4 | POR 1 3 | POR 2 3 | LAG 1 2 | LAG 2 3 | MDO 1 6 | MDO 2 1 | 3.º  | 449    |
| 2022    | HMD Motorsports w/ Dale Coyne Racing   | STP 3 | ALA 1L* | IMS 1 5L | IMS 2 1L* | DET 1 L* | DET 2 1L* | RDA 4   | MDO 3 | IOW 4   | NSH 1L* | GTW 2L* | POR 3   | LAG 1 6 | LAG 2 4 |         |         |         |         |         |         | 1.º  | 575    |
| Fuente: |                                        |       |         |          |           |          |           |         |       |         |         |         |         |         |         |         |         |         |         |         |         |      |        |

### IndyCar Series
(Clave) (negrita indica pole position) (cursiva indica vuelta rápida)

| Año     | Escudería           | Motor | 1      | 2     | 3      | 4     | 5      | 6       | 7      | 8      | 9      | 10     | 11     | 12     | 13     | 14     | 15     | 16    | 17     | 18    | Pos. | Puntos |
| ------- | ------------------- | ----- | ------ | ----- | ------ | ----- | ------ | ------- | ------ | ------ | ------ | ------ | ------ | ------ | ------ | ------ | ------ | ----- | ------ | ----- | ---- | ------ |
| 2023    | Meyer Shank Racing  | Honda | STP    | TXS   | LBH    | ALA   | IMS    | INDY    | DET    | ROA    | MDO    | TOR    | IOW    | IOW    | NSH 25 | IMS 12 | GTW 18 | POR   | LAG    |       | 31.º | 35     |
| 2024    | Chip Ganassi Racing | Honda | STP 21 | THE 6 | LBH 13 | ALA 3 | IGP 24 | INDY 28 | DET 22 | ROA 12 | LAG 17 | MDO 15 | IOW 21 | IOW 12 | TOR 13 | GAT 3  | POR 23 | MIL 6 | MIL 20 | NSH 8 | 16.º | 279    |
| Fuente: |                     |       |        |       |        |       |        |         |        |        |        |        |        |        |        |        |        |       |        |       |      |        |